# Fongafale
Fongafale (též Fogale, Fagafale) je největším ostrovem atolu Funafuti ostrovního státu Tuvalu. Je to úzký pruh země dlouhý 12 km a široký 10 až 400 metrů s jižním Tichým oceánem na východě a uzavřenou lagunou na západě. V nejširší části ostrova leží největší vesnice země Vaiaku a také přistávací plocha, která je jediným mezinárodním letištěm v zemi.
Na ostrově jsou vládní úřady, jediný tuvalský hotel Vaiaku Lagi, několik penzionů, telekomunikační centrála, vězení, základní škola, meteorologická stanice, čerpací stanice, nemocnice Princess Margaret, dům guvernéra, několik obchodů, jediná banka v zemi a hlavní pošta.
Kolem ostrova jsou korálové útesy. Nachází se zde vrak lodi z druhé světové války.